# 鬼月 (配音员)
鬼月（1986年6月20日—），本名祝俊，中国大陆配音演员，音熊联萌成员之一。四川师范大学电影电视学院（今四川电影电视学院）毕业。配音以动画、游戏为主，如大型网游《魔兽世界》，动画《爱神巧克力》等。同时她也是一名歌手，演唱作品有《喜羊羊与灰太狼：我爱灰太狼》的主题曲《我爱你，灰太狼》等。

## 电视节目
- 2013年9月14日上海艺术人文频道《文化主题之夜》

## 配音电视剧作品
- 《幸福的面条》张梅
- 《一代枭雄》刘大泉、杏儿
- 《步步惊情》蓝兰经纪人、公司八卦女之一等

## 配音动画作品
- 《爱神巧克力》林渊
- 《幸福小镇》第二季 吉古拉队长
- 《考生之家》班主任，家长，学生，狗狗
- 《星达丘快乐学园》佳佳、转学生天天
- 《小米的森林》小怪物摩伊提
- 《丛林历险》满香、满酷
- 《快乐的屎壳郎》摸斗
- 《超神游戏》游戏店女老板、李胜男
- 《小花仙》黛薇薇、雅加女神等
- 《奈奈與薰的SM日記》千草 奈奈
- 《撸时代》juicy baby（朱翠花）
- 《天谕》淙玉
- 《加奈日記》東日向
- 《异种族风俗娘评鉴指南》(艾尔莎)
- 《生存遊戲社》園川桃香
- 《太乙仙魔录之灵飞纪》罗刹女主
- 《美少女戰士》(月野兔)
- 《ONE PIECE》(培羅娜)
- 《择天记》圣后
- 《蜂蜜与四叶草》山田亚由美
- 《斗破苍穹第一季》纳兰嫣然、雅妃
- 《新世纪GPX-SAGA》第一话——Crea Fortrun
- 《寶石寵物 Twinkle☆》露比
- 《北欧女神》PSP宣传——瓦尔基里
- 《仙乐传说》OVA预告片——コレット·ブルーネル
- 《战国无双2》织田 市
- 《食灵-零》谏山黄泉
- 《偶像宣言》月島KIRARI
- 《蜂蜜与四叶草》山田亚由美
- 《X战记-预兆》庚
- 《犬夜叉》完结篇第八集——桔梗
- 《圣恩传说》预告片——パスカル

## 配音动画电影作品
- 《超蛙战士之威武教官》丽丝
- 《我叫MT》剧场版预告 血精灵

## 配音游戏作品
- 《魔兽世界》
- 《暗黑破坏神3》
- 《QQ餐厅》
- 《英雄杀》
- 《第九大陆》
- 《QQ轩辕传奇》
- 《枪神纪》吸血鬼女仆安娜
- 《创世西游》 文士女、天魔女、地魔女等
- 《仙剑奇侠传4》风雅颂
- 《仙剑奇侠传5前传》蔺苁蓉
- 《食之契约》牛奶
- 《决战平安京》鸩

## 配音广播剧作品
- 《kiss-战场上的merry_christmas》
- 《全民绯闻》第一期 第二期 第三期 盛诞
- 《步步惊心》若兰
- 《重紫》重紫
- 《大话西游3神话复刻》青衫隐隐
- 《大漠谣》卫子夫
- 《盗墓笔记》文锦
- 《二十四桥 之第一侯将》孤明月
- 《古域之域》夜神【剧情音乐】
- 《河图洛书》白玉娇/F4娇娇
- 《魂祭》林鸢茵
- 《红颜乱》林染衣
- 《极限游戏》艾川泽
- 《梦回大清》纳兰贵妃
- 《母亲节小短剧》女儿
- 《哪只眼睛看见我是你弟》韩尽欢
- 《抢夫记》唐十九
- 《11处特工皇妃》预告、视频宣传 仲羽
- 《三生三世十里桃花之白夜篇》白浅
- 《三生三世十里桃花之司墨篇》司音
- 《三生三世十里桃花之桃花电台FT》
- 《三生三世十里桃花之桃花电台夜白相性十四问》白浅
- 《三生三世十里桃花之音离篇》司音
- 《三生三世十里桃花之浅渊篇》素素/白浅
- 《三生三世十里桃花之浅华篇》司音/白浅/人偶
- 《三生三世枕上书》白浅
- 《生死桥》段娉婷
- 《死亡的26个棱面之三 上瘾》护士
- 《提拉米苏，无关爱情》亦舒
- 《天是红河岸》预告 夕梨
- 《天霜河白》皇倾泠
- 《愚恋》苏俊
- 《云散高唐》婵娟
- 《结》赵文芳
- 《老公，我要外遇了》施母
- 《四季的旋律—春之章 懵懂》沈芸
- 《NODE》Vent
- 《蝙蝠》方霓虹
- 《不疯魔不成活》龙套团成员
- 《吃饱了撑着的幸福》杜皓
- 《倒儿爷春秋》旁白
- 《二爷厉害》路人甲
- 《风起建章》第二，三集 陈阿娇
- 《和番上部》宋青
- 《花容天下》海棠
- 《祸害成患妖成灾》林月升
- 《良辰美景》吴梦
- 《男妓韵事一世如梦》紫眸
- 《凝眸深处》刘羽月
- 《七月乱世 九日为鸦》海千层
- 《砌下落梅如雪乱》林若兰
- 《强者无敌》安琪
- 《苏祈粲的天空》旁白
- 《天生绝配》宋子青
- 《天为谁春》纳兰卢氏
- 《天下无双》谷雨
- 《听说爱情回来过》 安丽
- 《纨绔》第一集 小侍
- 《王子印章》泰夫人
- 《微微的微笑》温婷
- 《我是真的为你哭了》旁白
- 《小街》女职员
- 《妖狐》女鬼
- 《一刀春色》木香药
- 《又一春》太后
- 《予谁江山·琴断》宫女，小二
- 《鸳鸯谱》 孙胡氏
- 《月殒》林绡
- 《醉颜红》舒颜

## 演唱歌曲
- 可口可乐广告歌《BETTER LIFE》
- 桌游《太乙仙魔录》主题曲《心魔劫》
- 动画电影《赛尔号1寻找凤凰神兽》插曲《星光》
- 《喜羊羊与灰太狼》系列真人大电影《我爱灰太狼》主题曲《我爱你，灰太狼》
- 《小花仙》动画主题曲《Fight Fight 开始吧》